# 蘇毅然
蘇 毅然（そ きぜん、1918年11月5日 - 2021年6月7日）は、中華人民共和国の官僚、政治家。四川省蒼渓県竜山鎮出身。元中国共産党山東省委員会書記、山東省人民政府省長。中国共産党第11期、第12期中央委員。中国共産党第14、15、16、17、18、19大の代表。

## 経歴
1918年11月5日、四川省蒼渓県竜山鎮で生まれる。1936年2月に中国共産主義青年団入団。1937年1月に中国共産党入党。1933年6月に革命に参加した。同年に長征に参加した。1939年から中共中央社会部華北戦地考察団団員、北方分局社会部秘書、秘書主任、晋察冀社会部平北情報駅駅長、平西専署公安科科長、平西地委社会部部長、組織部部長部、河北省張家口市公安局副局長、中国共産党張家口市委員会秘書長、中国共産党淶源県委員会、中国共産党満城県委員会、中国共産党完県委員会副書記、書記、張家口市市公安局局長を歴任した。
1958年、中国共産党安徽省委員会書記処候補書記、安徽省人民委員会副省長に就任。1961年、中国共産党安徽省委員会書記処書記に就任。1970年、山東省革命委員会副主任に就任。1979年、山東省人民政府省長に就任。1982年、中国共産党山東省委員会書記兼山東省軍区政治委員に昇格。1987年、中国共産党中央顧問委員会委員に就任。
2021年6月7日に山東省済南市で死亡した。享年102。